# Кара-Оба (Сімферополь)
Кара́-Оба́ (крим. Qara Oba), Банкова гора — пагорб, куеста в Сімферополі, в Київському районі, над селом Мамак (Строгонівка).

## Загальні дані
Масивна височина на схід від об'їзної дороги Ялтинської траси над правим берегом Малого Салгира, найвища точка становить 402,9 метри.
Кримськотатарською qara — «чорний», oba — пагорб, зазвичай курган, за припущенням краєзнавця Ігора Бєлянського спочатку так мали називати курган на вершині.
З пагорбу відкривається гарний вид на малосалгирську долину. На самому мисі розташовується військовий об'єкт.
На пагорбі є улоговина Кобаузи (Чобан-Джилга) та обрив Сары-Джар (Джарчик) на південному схилі над вигином об'їзної дороги, та скеля Ебанай-Кая, також в масиві знаходиться грот Чокурча-4.
В районі авторинку з пагорбу до Малого Салгиру спускається балка Сульма́н-Джилга́ (крим. Sulman Cılğa, Сулейманова балка).